# Världsmästerskapen i Roadracing
Världsmästerskapen i Roadracing eller Roadracing-VM är de världsmästerskap i motorcykelsporten  Roadracing som årligen arrangeras av Internationella motorcykelförbundet (F.I.M.) sedan Roadracing-VM 1949. Samtliga grenar avgörs genom en serie av flera deltävlingar. Grenarna med VM-status är:
- Inom Grand Prix Roadracing: MotoGP, Moto2 och Moto3
- Superbike
- Supersport
- Supersport 300
- Endurance
- Sidvagn

Inom samtliga grenar utom Endurance utses den förare som tar flest poäng till världsmästare. I Endurance är det det team som tar flest poäng som blir världsmästare. Inom samtliga grenar utom Sidvagn utses också en motorcykelkonstruktör till världsmästare för konstruktörer.

## Historia
Från starten 1949 till och med 1976 var Roadracing-VM synonymt med Grand Prix Roadracing. De ursprungliga klasserna baserade på motorns cylindervolym var kungaklassen 500GP, 350GP, 250GP, 125GP och Sidvagn. 50GP kom till Roadracing-VM 1962. Grand Prix-klasserna var sedan stabila under många år. 1983 kördes 350GP för sista gången. 1985 ersattes 50GP av 80GP, men den klassen lades ner 1989. Under 2000-talet genomfördes en ändring av reglementet för att gå över från tvåtaktsmotorer till fyrtaktsmotorer. MotoGP ersatte 500GP säsongen 2002. Moto2 erstte 250GP 2010 och Moto3 ersatte 125GP 2012.
Roadracing-VM 1977 introducerades fyra nya VM-klasser som inte kördes tillsammans med Grand Prix-klasserna. F.I.M. gav den populära klassen för motorcyklar med en cylindervolym på max 750 kubikcentimeter VM-status under namnet Formula 750. Världens mest kända motorcykeltävling, Tourist Trophy på Isle of Man hade under flera år bojkottats av de flesta VM-förarna eftersom banan var för farlig. 1977 hade den slutligen tagits bort från Grand Prix-serien och ersatts av Storbritanniens Grand Prix på Silverstonebanan. F.I.M. ville dock behålla VM-status för TT-loppen och inrättade därför Formula TT i tre klasser, där segrarna på Isle of Man blev världsmästare. Formula 750 hade en kort historia; 1979 var sista året med VM-status. Sista klassen i Formel TT hängde med till 1990.
Roadracing-VM 1980 fick långloppen sitt världsmästerskap genom Endurance-VM och Roadracing-VM 1988 kom Superbike. Sidvagnarna som körts tillsammans med Grand prix-klasserna sedan 1949 förlorade sin VM-status 1997, men fick tillbaka den 2001, då utanför Grand Prix-cirkusen. Supportklassen till Superbike som heter Supersport fick VM-status säsongen 1999. Supersport 300 tillkom 2017 som en instegsklass till Supersport och Superbike.
Tidsaxel över samtliga VM-klasser i roadracing.